# Seina v Paříži

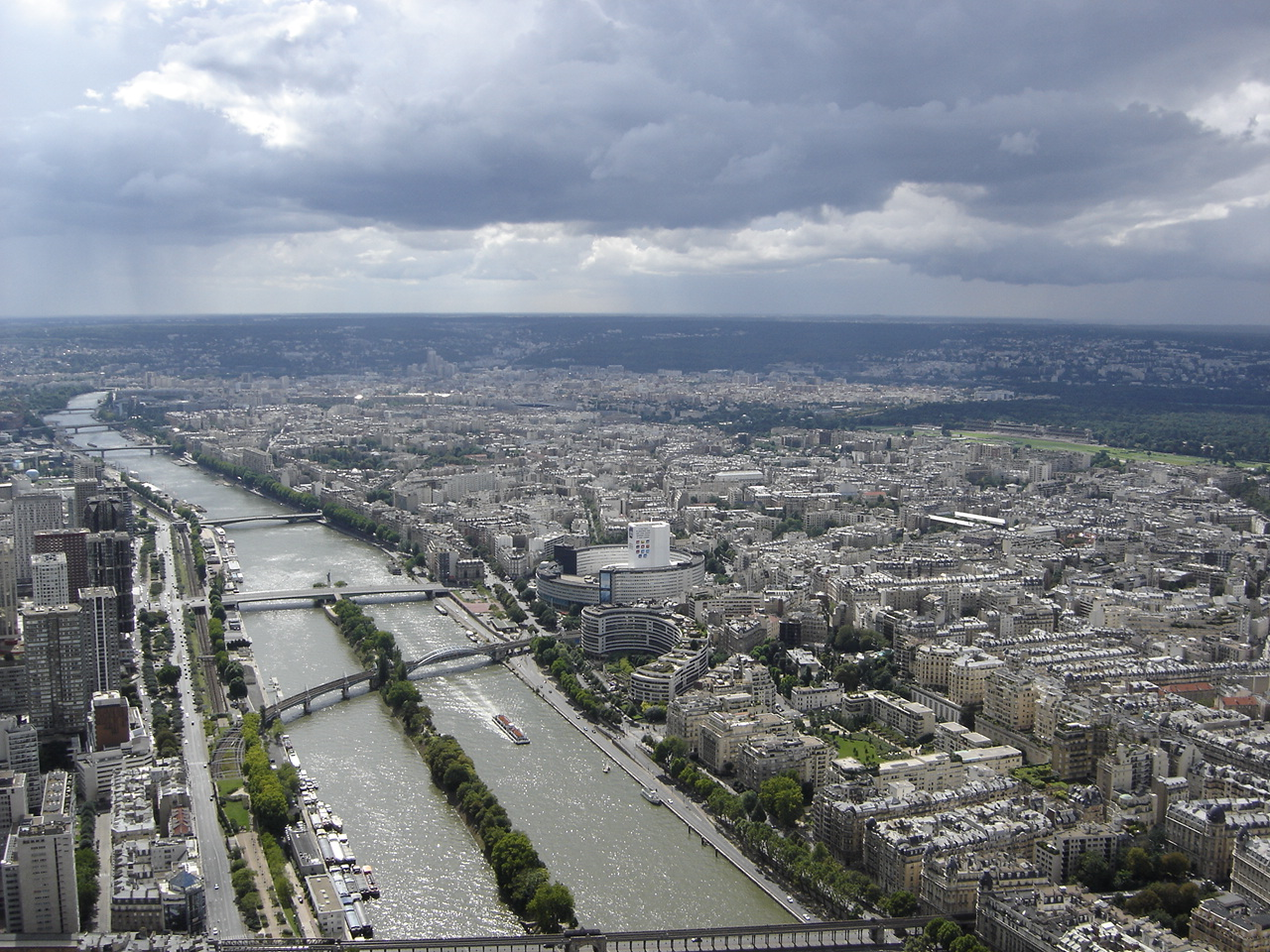
Seina z Eiffelovy věže

Seina v Paříži je tradičně významná geografická, hospodářská, dopravní i kulturní součást hlavního města Francie. Řeka Seina rozděluje Paříž na dvě nestejné části. Větší severní, zvanou pravý břeh a menší jižní, zvanou levý břeh. Její délka na území města Paříže činí téměř 13 km s hloubkou mezi 3,40 a 5,70 m. Její šířka se pohybuje od 30 do 200 metrů. Hladina řeky je zároveň nejnižším bodem v Paříži: 26,72 m nad mořem. V Paříži se přes Seinu klene 37 mostů, z nichž čtyři jsou určeny výhradně pro pěší a dva jsou železniční. Několik linek metra a RER vede i pod řekou. Jako první byla zprovozněna linka 4 v roce 1908. Její nábřeží je od roku 1991 zapsané na seznamu světového dědictví UNESCO. Od roku 2008 na Seině existuje v rámci městské hromadné dopravy říční linka Voguéo. Turistické lodě provozuje Bateau-mouche. Loď na vlnách se dostala i do znaku města Paříže.

## Statistika
Seina protéká Paříží v délce 12,780 km. Nejmělčí je u mostu National (3,40 m) a nejhlubší u mostu Mirabeau (5,70 m). Nejširší koryto má poblíž mostu Grenelle (200 m) a nejužší část činí pouhých 30 m na Quai de Montebello. Průměrný průtok činí 273 m3/s, nejvyšší průtok bývá v únoru (550 m3/s), nejnižší v srpnu (100 m3/s). Rychlost toku je zhruba 2 km/h. Teplota vody se pohybuje od 5,3 °C po 24,6 °C, průměr činí 14,1 °C.

## Historie
Přítomnost lidí na březích Seiny je doložena z období neolitu, když byly v roce 1990 ve čtvrti Bercy nalezeny pozůstatky lodi a dalších objektů. Nejstarší dochovaná památka z Paříže, Sloup převozníků, uložený v Národním muzeu středověku dokládá, že plavba na Seině byla významná již v prvních letech římské nadvlády. Také v této době vznikl pravděpodobně první most v Paříži, Petit-Pont, postavený na jednom z nejužších míst Seiny, později zničen a obnoven na stejném místě. Od poloviny 9. století trpěla Paříž nájezdy Normanů, kteří se k městu plavili na lodích po Seině. Poprvé se objevili v březnu 845 a odjeli až po zaplacení výkupného 7000 liber stříbra. Další útoky následovaly až do konce 9. století. V roce 1170 udělil Ludvík VII. cechu obchodníků monopol na obchod na Seině. 9. srpna 1803 testoval Robert Fulton na Seině svůj parník.

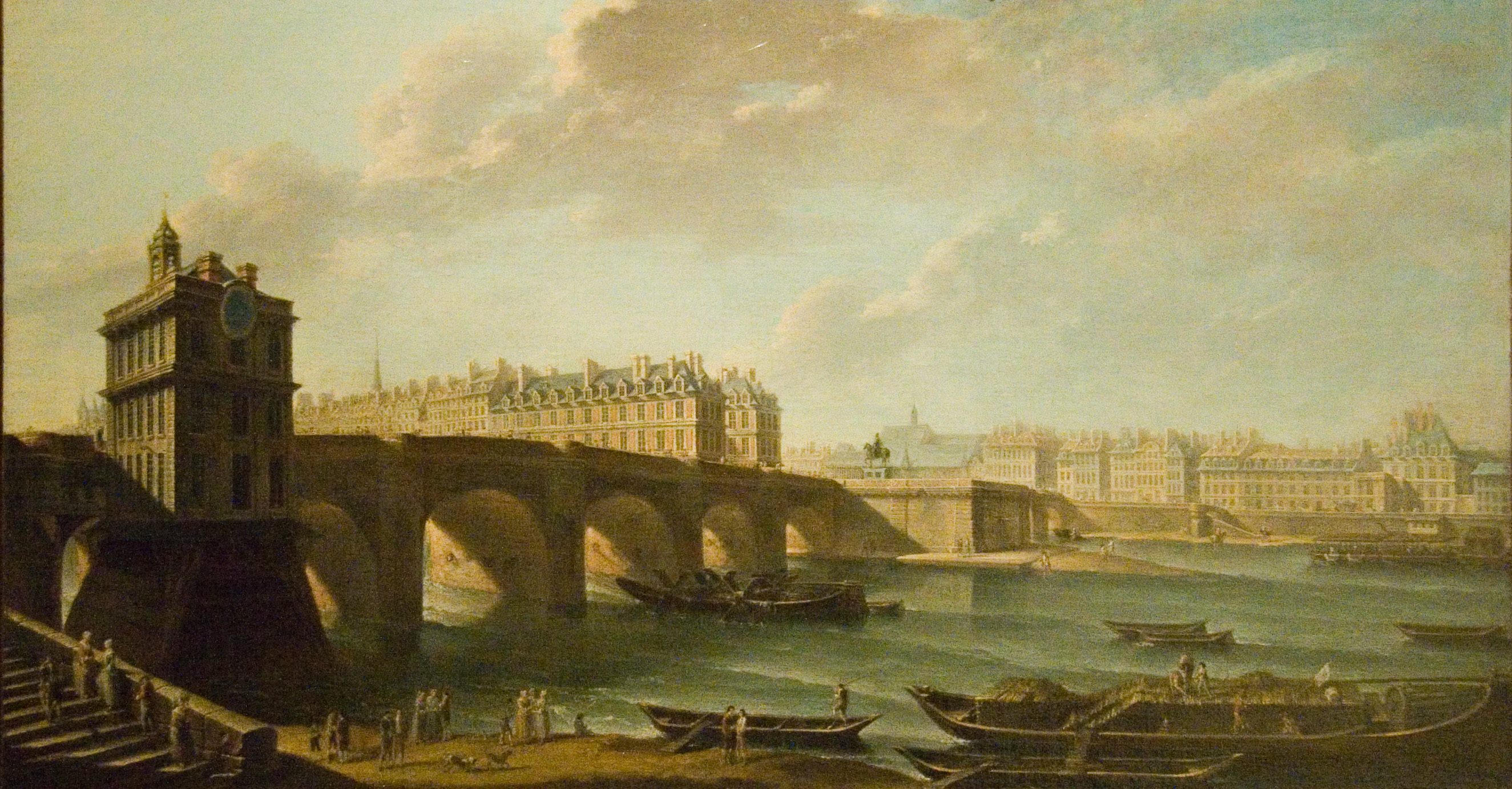
Pont-Neuf a čerpadlo La Samaritaine

### Pitná voda ze Seiny
Pařížané pili vodu ze Seiny po celou dobu, ale již v dobách římské nadvlády existoval i akvadukt, který do města přiváděl kvalitnější vodu ze vzdálenější oblasti. V roce 1605 bylo u mostu Pont-Neuf instalováno čerpadlo přezdívané Samaritánka, které bylo v činnosti až do roku 1813. Pumpa vháněla vodu do městských kašen. Obdobně fungovalo v letech 1673-1858 čerpadlo u Pont Notre-Dame. Již v roce 1292 je zmíněno společenstvo nosičů vody, jehož členové roznášeli pitnou vodu z řeky nebo od veřejných kašen do domů. Toto zaměstnání existovalo ještě na konci 19. století. Dnes je do veřejného vodovodu přiváděna voda z Évry a Orly daleko proti proudu.

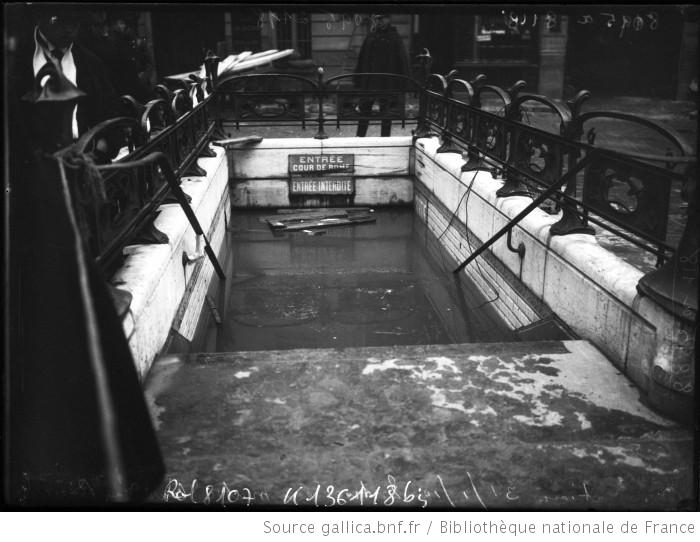
Zatopená stanice metra Saint-Lazare (1910)

### Povodně
Povodně na Seině byly nedílnou součástí dějin města. První písemná zmínka o povodni pochází ze zimy 358–359, kdy v Paříži pobýval císař Julianus. Kronikář Řehoř z Tours zaznamenal také povodeň v roce 582. Povodně měly často osudný dopad na zdejší mosty. V roce 1280 povodeň strhla most Grand-Pont. V prosinci 1296 povodeň odnesla všechny pařížské mosty. Největší známá povodeň v historii Paříže je z roku 1658. Největší povodeň ve 20. století se odehrála v lednu 1910, kdy velká voda ohrožovala Paříž od 20. do 28. ledna. Dne 21. ledna dosáhla hladina až 9,50 m.

### Koupání
Móda koupání v Seině se objevila v polovině 17. století. Ženy se koupaly bez oděvů více či méně skryté za velkými nataženými plátny. Na konci století byl vydán zákaz koupání bez oblečení. Místo něj se objevily lodě vhodné pro studené koupele v Seině oddělené pro muže a ženy. Po nich následovaly čluny určené pro horké koupele a ty byly ještě později nahrazeny lázněmi na břehu, jak jsou známé dnes. Ve 20. století již znečištění řeky koupání neumožňovalo. Dne 28. listopadu 1988 starosta Paříže Jacques Chirac navrhl zahájit operaci na vyčištění řeky Seiny. V roce 1801 byl otevřen bazén Deligny v blízkosti Pont de la Concorde a byl uzavřen v roce 1993. Město Paříž nechalo v roce 2006 instalovat plovoucí bazén u Francouzské národní knihovny.

## Ostrovy na Seině
V současnosti jsou v Paříži na Seině už jen dva přirozené ostrovy – Cité a Sv. Ludvíka. Třetí ostrov Cygnes je ve skutečnosti přehradní hrází vytvořenou roku 1825 při stavbě mostu Grenelle.
Ostrov Cité získal svou dnešní rozlohu na počátku 17. století při stavbě Pont Neuf, když k němu byly připojeny menší ostrovy Juifs a Vaches. Ostrov Sv. Ludvíka se původně jmenoval Notre-Dame a ve 14. století byl rozdělen kanálem. Část proti proudu se nazývala île aux Vaches a ostrov po proudu si podržel svůj název Notre-Dame. V 17. století byly ostrovy opět spojeny a byla zde vybudována rezidenční čtvrť. Svůj dnešní název získal v roce 1725. Během Francouzské revoluce byl přejmenován na ostrov Bratrství.
Další ostrov Louviers se nacházel u dnešního Boulevardu Morland a Quai Henri-IV a v roce 1843 byl připojen k pravému břehu. Ostrov Maquerelle ležel mezi Rue de l'Université a dnešní Seinou a byl připojen k pravému břehu během Prvního císařství. Nedaleko se nacházel rovněž ostrov Merdeuse.

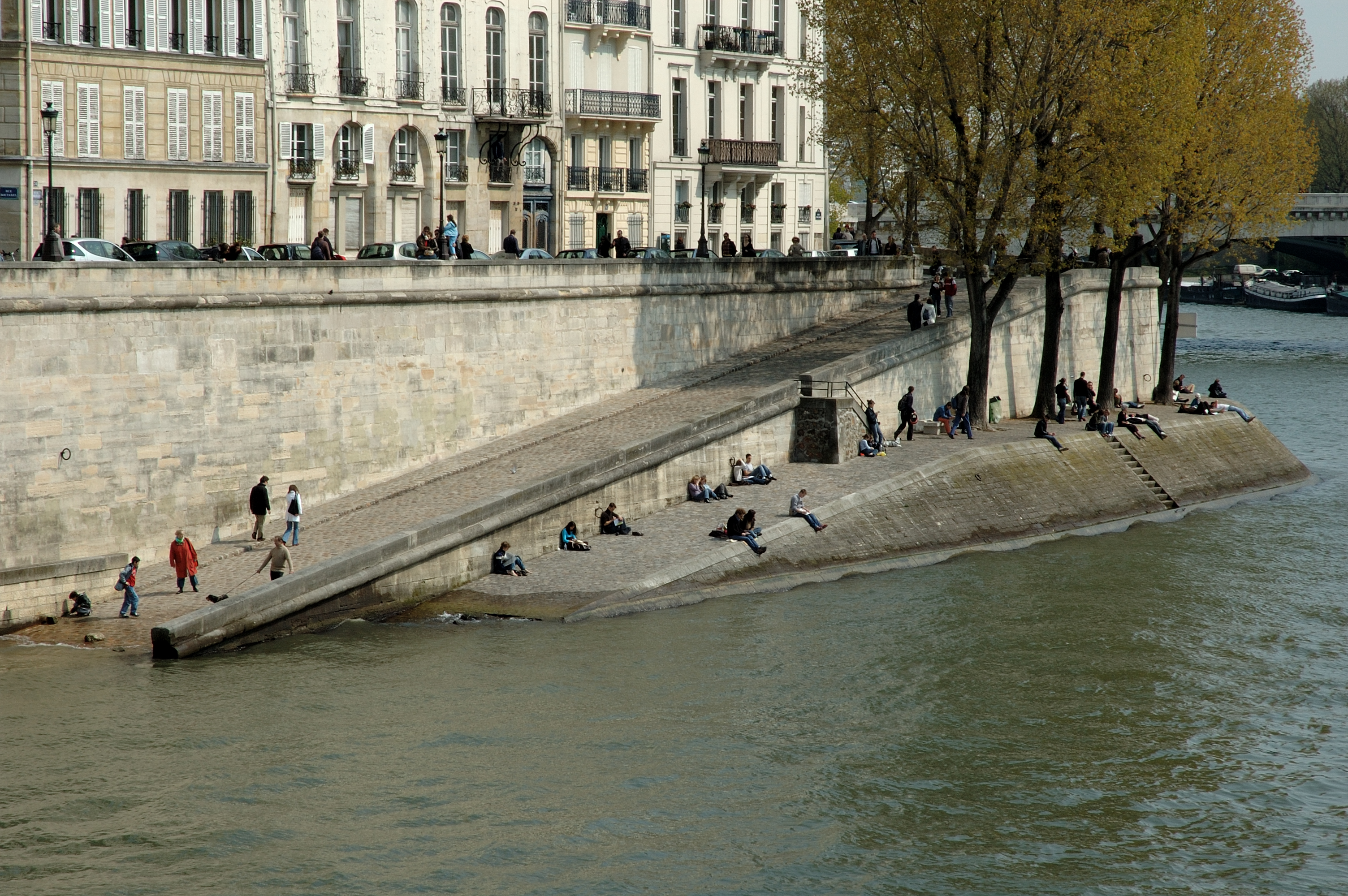
Quai d'Orléans na ostrově sv. Ludvíka

## Nábřeží Seiny
Nábřeží podél Seiny v dnešní podobě vznikala již od 18. století. Nachází se zde mnoho staveních památek a tento architektonický celek byl v roce 1991 zařazen na seznam světového dědictví UNESCO. Kromě toho je nábřeží proslavené knihkupci zvanými bukinisté.
Podél břehů Seiny se nachází mnoho promenád pro pěších, na části pravého břehu byla v 70. letech postavena rychlostní komunikace. V neděli je tato nábřežní vozovka uzavřena pro vozidla a rezervována pouze pro chodce, cyklisty a jezdce na kolečkových a inline bruslích. Od léta 2002 se zde navíc každý rok organizuje tzv. pařížská pláž, kdy je nábřeží pokryté pískem a doplněné stromy v květináčích.

## Ekonomika
Od počátku hrála řeka významnou úlohu při dopravě zboží do a z města. V 19. století vznikla síť vodních kanálů, které Seinu propojily s řekou Ourcq. Dnes je význam řeky pro ekonomiku města nižší než v minulosti. Přesto patří společnost Ports de Paris k významným pařížským podnikům.

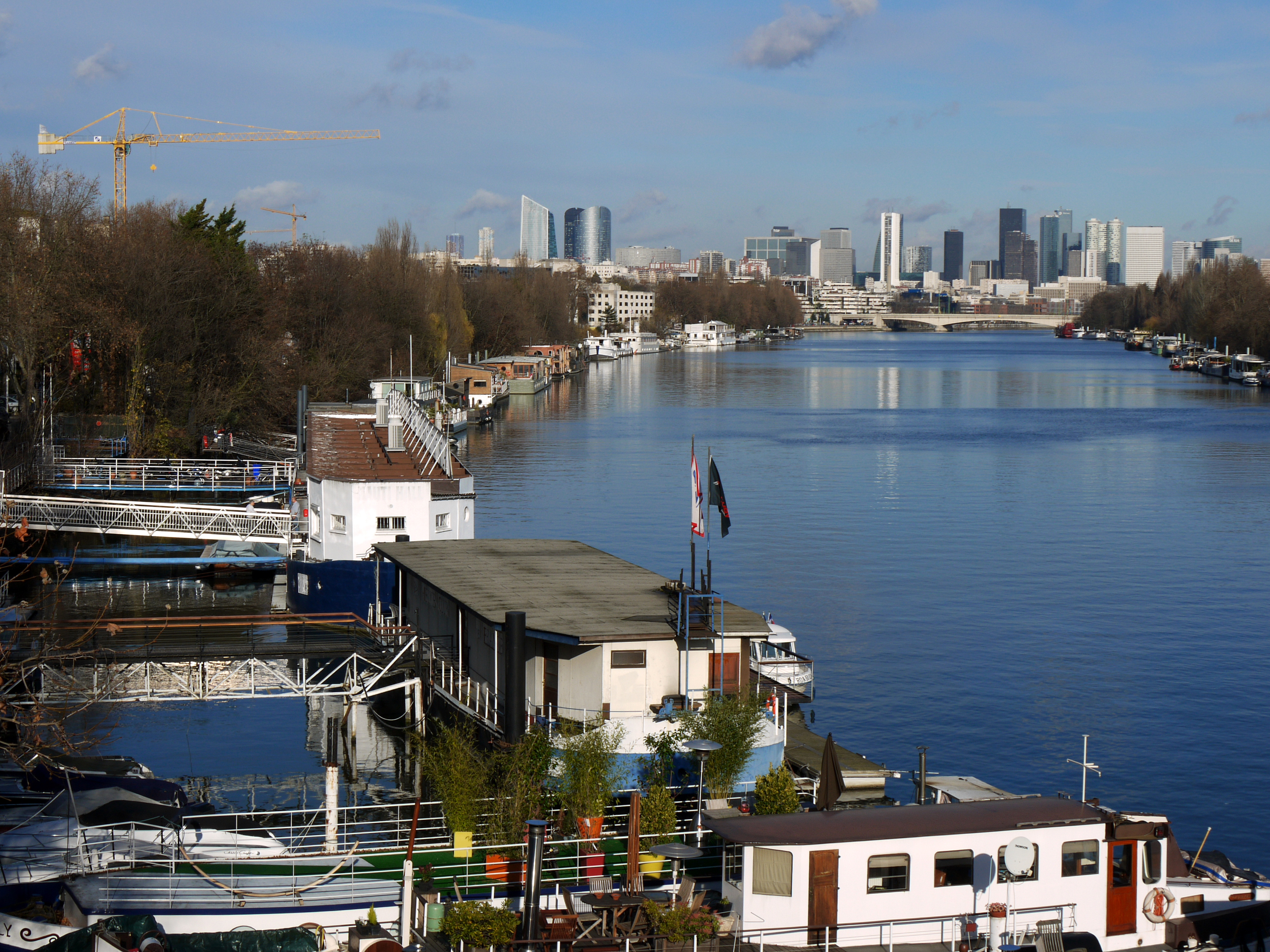
Hausbóty u Boulogneského lesíka

## Doprava na Seině
Pravidelná přeprava cestujících na Seině byla zahájena v roce 1886, kdy vznikla Compagnie générale des bateaux parisiens, jíž linka vedla z Charentonu do Auteuil. Společnost zanikla v roce 1934. Od roku 2008 existuje obnovená osobní říční doprava na lince Voguéo. Pro turistické výlety jsou určeny lodě Bateau-mouche. Mimo to na březích řeky kotví hausbóty, které jsou využívány k rekreaci.